# Sepeltón
Sepeltón är en ort i Mexiko.   Den ligger i kommunen Aldama och delstaten Chiapas, i den sydöstra delen av landet, 700 km öster om huvudstaden Mexico City. Sepeltón ligger 1 537 meter över havet och antalet invånare är 227.
Terrängen runt Sepeltón är kuperad söderut, men norrut är den bergig. Terrängen runt Sepeltón sluttar norrut. Runt Sepeltón är det ganska tätbefolkat, med 166 invånare per kvadratkilometer. Närmaste större samhälle är El Bosque, 14,8 km norr om Sepeltón. Omgivningarna runt Sepeltón är en mosaik av jordbruksmark och naturlig växtlighet.